# Ornidia aemula
Ornidia aemula är en tvåvingeart som först beskrevs av Samuel Wendell Williston  1888.  Ornidia aemula ingår i släktet Ornidia och familjen blomflugor. Inga underarter finns listade i Catalogue of Life.